# Haptophyta
Division
Synonymes
- Haptophyceae (préféré par NCBI)[2]

Les Haptophytes, ou Haptophyta, sont une division d'algues unicellulaires (du groupe des Diaphoretickes) — elles sont parfois appelées Prymnesiophyta, mais ce nom n'a jamais été validé — caractérisées par la présence d'un appendice particulier différent des flagelles, l'haptonème (appendice filiforme contenant des microtubules, dont la taille varie selon l’espèce, et qui permettrait l’adhésion à un substrat, le déplacement de particules voire la capture de proies).

Le nombre d'espèces actuelles est estimé à environ 500. De nombreuses espèces sont tropicales, quelques espèces vivent en eau douce et de nombreux groupes fossiles existent.

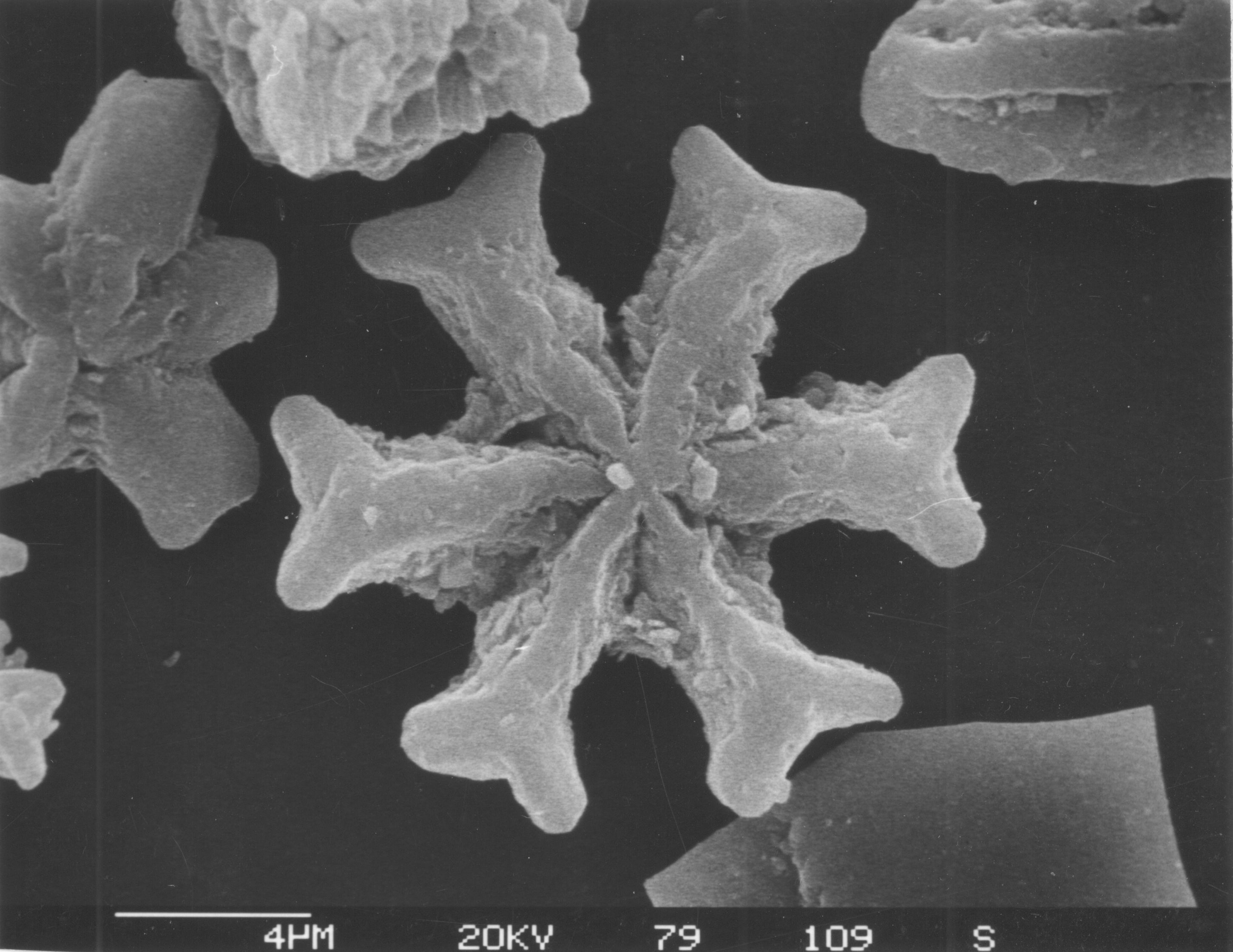
Discoaster surculus, un exemple de forme fossile d'haptophyte

Ce groupe a présenté (fossiles) et présente encore une grande variété de formes de vie, montrant différents types structuraux.

On distingue des formes monadoïdes, cellules isolées mobiles et flagellées possédant deux flagelles, égaux ou inégaux, avec l'haptonème inséré entre eux ; des formes palmelloïdes, colonies immobiles protégées par un mucilage qui les recouvre ; des formes « coccoïdes », cellules seules immobiles ; voire des formes amoeboïdes caractérisées par des cellules mobiles à pseudopodes.
Au niveau ultra-structural, un réticulum endoplasmique entoure la cellule sous la membrane plasmique et un autre réticulum enveloppe le noyau et les plastes. Dans ces derniers, les thylakoïdes sont assemblés par trois, sans lamelle périphérique, ne formant pas de grana. Les pigments principaux sont les chlorophylles a et c accompagnées aussi de xanthophylles, comme la fucoxanthine. De plus les mitochondries ont des crêtes tubulaires.
Ces caractères rapprochent les Haptophyta des Heterokontophyta. Ceux-ci présentent en plus une hélice de transition à l'insertion flagellaire, une lamelle périphérique de thylakoïdes, et des mastigonèmes (poils tubulaires) sur les flagelles.

## Synapomorphies
En phylogénétique, un caractère synapomorphique, ou synapomorphie, est un caractère dérivé (ou apomorphique), partagé par deux ou plusieurs taxons-frères. Pour les Haptophyta cette synapomorphie se manisteste par les caractères suivants :
- La cellule porte un appendice filamenteux (en plus des 2 flagelles) appelé haptonème. Il est constitué de 6 ou 7 microtubules et sert à adhérer à un substrat ou à capturer des proies[3].
- Les thylakoïdes des chloroplastes sont par groupe de 3[3].
- La membrane nucléaire externe est en continuité avec la membrane externe des chloroplastes[3].

Les cellules ont deux flagelles typiques de longueur inégale, tous les deux lisses, et un organite unique, l’haptonème, qui ressemble à un flagelle de l’extérieur, mais a un arrangement différent des microtubules à l’intérieur et a un usage différent.
Le nom vient du grec hapsos, toucher, et nema, fil. Les mitochondries ont des crêtes tubulaires. 
La plupart des Haptophytes sont les Coccolithophoridés (ou Prymnesiophyceae), qui sont ornées d’écailles calcifiées appelées coccolithes, et sont parfois trouvés dans les microfossiles. Parmi les autres Haptophytes planctoniques notables, les espèces des genres Chrysochromulina et Prymnesium sont périodiquement responsables d’efflorescences algales marines toxiques. Les données moléculaires et morphologiques soutiennent toutes les deux la division des Haptophytes en cinq ordres ; les Coccolithophoridés rassemblant les Isochrysidales et les Coccolithales.

## Classification
La division des Haptophyta est composée de deux classes bien distinctes au niveau ultra-structural : les Pavlovophyceae et les Prymnesiophyceae. Cette scission dans le groupe a longtemps été suggérée par de nombreuses études ultrastructurales, notamment par rapport à l'insertion flagellaire. Plus récemment[Quand ?], la comparaison de la sous-unité 18S a renforcé cette séparation.
En 2021, Kawachi et al. y ont ajouté une troisième classe.
- classe des Pavlovophyceae (Caval.-Sm.) J.C.Green & Medlin, 2000
- classe des Prymnesiophyceae Hibberd, 1976
- classe des Rappephyceae M.Kawachi, R.Kamikawa & T.Nakayama, 2021

## Liste des ordres
Selon AlgaeBase (13 jan. 2022) :
- classe Prymnesiophyceae Rothmaler ou Coccolithophyceae
  -     - ordre Arkhangelskiales Bown & Hampton
    - ordre Braarudosphaerales
    - ordre Discoasterales
    - ordre Eiffellithales
    - ordre Podorhabdales
    - ordre Stephanolithiales
    - ordre Watznaueriales

  - sous-classe Prymnesiophycidae Cavalier-Smith
    - ordre Coccolithales Schwarz
    - ordre Isochrysidales Pascher
    - ordre Phaeocystales Medlin
    - ordre Prymnesiales Papenfuss
    - ordre Syracosphaerales (en) W.W.Hay
    - ordre Zygodiscales J.R.Young & P.R.Bown
- classe Pavlovophyceae J.C.Green & Medlin
  -     - ordre Pavlovales	J.C.Green
- classe Rappephyceae M.Kawachi, R.Kamikawa & T.Nakayama
  -     - ordre Pavlomulinales